# Antoni Pons Pastor
Antoni Pons Pastor (Palma, 1888 — 1976). Prevere i historiador.

## Biografia
La seva família procedia de Sóller, de Can Fiquet. Ingressà al seminari de Mallorca el 1903 i fou ordenat sacerdot el 1913. Va realitzat serveis parroquials a Estellencs, la Soledat i el Molinar i va exercir el càrrec de notari eclesiàstic a Puigpunyent. També va estudiar Magisteri i va dedicar-se a l'ensenyament durant molts d'anys. Va regentar el Secretariat Social Episcopal, i va treballar en la Biblioteca i la Secretaria Episcopal. Caracteritzat per un esperit comprensiu i per una catalanitat molt acusada, treballà juntament amb Antoni M. Alcover en el setmanari L'Aurora i ha col·laborat en d'altres periòdics i revistes. La seva tasca més important ha estat la investigació històrica.

## L'historiador
Mossen Antoni Pons va tenir una formació autodidàcta a l'estudi històric, sobretot va estar interessat per la història medieval, i va ser un gran aficionat a la sociologia, el folklore i l'apologètica religiosa. Col·laborador assidu del Bolletí de la Societat Arqueològica Lul·liana i adscrit durant vint-i-cinc anys al Consell Superior d'Investigacions Científiques, ha publicat gran nombre d'articles i de llibres, entre els quals "Don Pere d'Alcántara Penya" (1923), una "Historia de Mallorca" (que ha anat apareixent des del 1963) i l'edició del "Llibre del Mostassaf de Mallorca" (1949). Té inèdita una biografia del bisbe Bernat Nadal, que no li fou autoritzada per la censura eclesiàstica. Publicà articles d'investigació a revistes especialitzades com el Bolletí de la Societat Arqueològica Lul·liana, Estudios Lulianos, Estudis Universitaris Catalans, Hispania i Sefarad. Va participar en la Historie du Comerce de Marseille coordinada per Bousquet i Baratier, a l'homenatge d'Antoni Rubió i Lluch el 1936 i publicà un gran nombre d'obres i documents sobretot sobre l'època medieval. Va ser magister i soci fundador el 1935 de la Maioricensis Schola Lullistica i va guanyar la Medalla de Plata de la Ciutat de Palma (1955). Entre elles, destaca la seva obra "Los Judíos del Reino de Mallorca durante los siglos XIII y XIV" en dos toms, que fou publicat per primera vegada a Hispania, nn. LXIII-LXV i LXXVIII-LXXX i després per Miquel Font Editor.

## Fons Documental Antoni Pons i Pastor
Comprèn tota la documentació produïda per Antoni Pons per a la realització de les seves obres d'investigació històrica i la resta del seus escrits. El fons va pertànyer al seu productor i estava ubicat al domicili d'aquest al carrer Monterrei, número 14 de Palma. Després de la seva mort fou conservat al mateix lloc. Va ser donat a l'Institut d'Estudis Catalans i té una ubicació provisional a la Universitat de les Illes Balears. La correspondència rebuda per l'erudit es conserva a la Biblioteca de Catalunya.